# MZ ETZ 125/150
Die Motorräder MZ ETZ 125 und ETZ 150 wurden im VEB Motorradwerk Zschopau (ab 1. September 1990: Motorradwerk Zschopau GmbH) in den Jahren 1985 bis 1991 hergestellt. Sie ergänzten die seit 1981 gefertigte ETZ 250 und lösten die TS 125 und TS 150 ab. Die Neuentwicklung wurde auf der Leipziger Herbstmesse 1984 das erste Mal der Öffentlichkeit präsentiert. Die Serienproduktion begann am 25. September 1985.
Das Kürzel ETZ steht herstellerseitig für „Einheits-Typ Zschopau“.
Das Nachfolgeunternehmen, die MuZ Motorrad- und Zweiradwerk GmbH, produzierte das Modell ab 1993 weitgehend unverändert weiter. Die beiden Modellvarianten Saxon Roadstar 125 und Saxon Sportstar 125 unterscheiden sich von der ETZ lediglich in den Anbauteilen.

## ETZ 125/150

### Technik

#### Fahrwerk
Nach positiven Erfahrungen wurde der Kastenprofil-Brückenrahmen der ETZ 250 genutzt, weiterentwickelt und hinsichtlich Wanddicke und damit Masse optimiert. Auch konnten dadurch bestehende Fertigungsanlagen ausgenutzt werden. Das Heckteil des Rahmens besteht aus Rohrprofilen. Aus dem Einsatz eines 18-Zoll-Vorder- und 16-Zoll-Hinterrades resultierten ein um 90 mm kürzerer Radstand. Die Gesamtlänge gegenüber der ETZ 250 fällt um 200 mm geringer aus.
Hervorzuheben ist die gegenüber dem Rahmen der TS 125/150 (aus geprägten und gefalzten Halbschalen) laut Hersteller um bis zu 100 Prozent erhöhte Verwindungssteifigkeit. Der gesamte Vorderbau mit Telegabel, Lenker, Bedienelementen und Instrumentenhalter wurde von der ETZ 250 übernommen. Alle tragenden Fahrzeugteile und der Hinterradkotflügel sind herstellerseitig einheitlich schwarz lackiert.

#### Antrieb
Das Motorrad hatte neu konstruierte Zweitakt-Motoren mit der Bezeichnung EM 125 bzw. EM 150 (von Letzterem auch eine Sonderausführung mit auf 10,5 kW gesteigerter Leistung durch veränderte Steuerzeiten und vergrößerte Überströmkanäle), in die bewährte Elemente des Motors MM 125/150/2 aus der TS übernommen worden waren. Das Bohrung/Hubverhältnis blieb mit 56 mm/58 mm unverändert. Neu waren eine elastische Aufhängung mit „Silentblock“ am Zylinderdeckel wie bei den 250er Motoren seit der TS 250, Kupplung, Schaltung mit Schaltwalze und Schaltgabeln (Klauenschaltung) und 5-Gang-Getriebe. Die „Drehfreudigkeit“ des Motors wurde durch einen reduzierten Hubscheibendurchmesser und Pleuellager (Nadellager) mit erhöhter Tragzahl verbessert.
Das Motorgehäuse samt Kupplungs- und Lichtmaschinendeckel ist gegenüber dem Vorgängermotor im Aussehen neu gestaltet. Konstruktiv war das notwendig, um das 5-Gang-Getriebe und die dazu erforderliche Schaltung unterzubringen. Auch wurde Platz für die in der großen ETZ-Baureihe eingeführte 12-V-Drehstromlichtmaschine geschaffen. Der Vergaser des Motors EM 125 ist ein 22 N 2–1 bzw. 22 N 2–2 und der des EM 150 ein 24 N 2–2 bzw. 24 N 2–1 mit Rundkolbenschieber der Berliner Vergaser-Fabrik. Die Ansaugluft passiert bei der ETZ-Baureihe einen gestaffelten Geräuschdämpfer: Sie wird über ein im Inneren des Kastenprofils der Rahmenbrücke installiertes Rohr im Bereich unter der Sitzbank angesaugt und gelangt danach in das Filtergehäuse. Die Verbindung zum Vergaser ist ein flexibles Ansaugrohr aus Gummi. Die Auspuffanlage ist eine Neuentwicklung, die Schalldämpfung durch Interferenz erreicht. Für größere Bodenfreiheit ist die Anlage hinter dem konischen Diffusor um 9° nach oben geknickt. Gegenüber dem Vorgängermotor wurde der Zylinder nahezu rechteckig gestaltet, der Zylinderdeckel ist ebenfalls waagerecht verrippt. Die Zylinderrippenzahl wurde von 9 auf 11 erhöht und auch die Rippenoberfläche vergrößert. Damit konnte der Temperaturanstieg aus der Leistungssteigerung beherrscht werden. Um die Körperschallemissionen des Zylinders zu dämpfen, sind beidseitig je zwei Dämpfungselemente („Dämpfungskamm“) in vertikaler Richtung über alle Rippen einschließlich Zylinderdeckel angebracht.
Wie bei allen MZ-Modellen, begonnen mit der RT 125/1, ist die Sekundärkette mit einem Kettenschutz aus Gummischläuchen und Kettenkasten aus Duroplast an der Hinterradnabe vollgekapselt. Ausschließlich für die Exportmärkte wurde eine Variante mit Getrenntschmierung produziert.

#### Ausstattung
Allgemeines und Formgestaltung
Die das Aussehen des Motorrads dominierenden Teile Tank, Seitenverkleidungen und Sitzbank wurden in Zusammenarbeit mit den bekannten Formgestaltern Karl Clauss Dietel und Lutz Rudolph entwickelt. Zielvorgabe war „Formale Eleganz mit kraftvollem Ausdruck für das klassische Konzept eines Motorrades“. Das Markenkürzel ist in gestanzten und in ihrer Oberfläche profilierten Metall-Buchstaben ausgeführt, die in beidseitig im Tank eingeprägte Mulden eingesetzt sind.
Standardmäßig wurde das Vorderrad mit einer vom Hersteller eigenentwickelten Einscheibenbremse ausgerüstet. Auf Wunsch war auch eine preisgünstigere Trommelbremse ab Werk erhältlich.
Elektrische Anlage
An der ETZ 125/150 wird die in der ETZ 250 verwendete 12-V-Drehstromlichtmaschine mit 180 W Nennleistung eingesetzt. Drehstromgleichrichter und Regler sind unterhalb der Sitzbank angeordnet. Die Batterie ist unter der rechten, verschließbaren Seitenverkleidung untergebracht. Der Frontscheinwerfer mit asymmetrischem Abblendlicht ist ein mattschwarz lackierter Aufbauscheinwerfer mit 170 mm Durchmesser. Bestückt ist er mit einem 12-V-45-W/40-W-Leuchtmittel. Die Brems-Schluss-Kennzeichenleuchte wurde ebenfalls von der ETZ 250 übernommen.

### Modellpflege
Im Laufe ihrer Produktionsdauer wurden fortlaufend äußerliche und technische Veränderungen vorgenommen. Auch das vom Hersteller bzw. vom Handel angebotene Zubehör wurde erweitert.
Die leistungsgesteigerte Motorausführung mit 143 cm³ war ursprünglich nur für die de Luxe-Ausführung und den Export vorgesehen, konnte später jedoch auch in der DDR erworben werden. Bereits ab 1986 wurden standardmäßig alle Modellvarianten mit elektronischer Zündanlage ausgerüstet.
Bereits mit Serienanlauf waren auf Wunsch vom VEB Rohrkombinat Stahl- und Walzwerk Riesa hergestellte Seitengepäckträger lieferbar. Ab 1987 war eine Bugkanzel vom VEB Waggonbau Dessau sowie ein ABS-Koffersystem vom VEB Plastverarbeitungswerk Schwerin erhältlich.
Ab dem Jahr 1989 wichen das runde Rücklicht und die runden Blinker einer eckigen Variante. Die Blinker waren sechseckig ausgeführt und gaben der ETZ zusammen mit dem eckigen Rücklicht einen moderneren Look.
Im letzten Modelljahr (1991) war das Rahmenheck geringfügig geändert, so dass die Federbeine schräger angestellt waren. Damit wurde der Federweg um 30 Millimeter auf 135 Millimeter erhöht. Zudem wurde der hintere Kotflügel geändert; er war statt Stahlblech nun aus schwarz gefärbtem Kunststoff und kantiger geformt.
Mitte des Jahres 1990 erstmals in den Zeitschriften Kraftfahrzeugtechnik (DDR) und MOTORRAD (BRD) sowie wiederholt im November 1991 auf der Motorradmesse EICMA angekündigte Offroad-Modelle OR mit Ausstattungsmerkmalen wie hochgelegter Auspuffanlage, Lampenmaske, Handschutz, Reifen mit leichtem Geländeprofil sowie klappbaren Fahrerfußrasten gingen offenbar nicht in Serie.

### Testberichte/Kritiken
Die Zeitschrift Kraftfahrzeugtechnik lobte Gestaltung und Finish. Sie testete und beurteilte die ETZ 150 mit beiden Motorvarianten im Zeitraum von vier Jahren ausführlich und über die lange Strecke von 10.000 Kilometern. Hervorgehoben wurden die gegenüber der TS verbesserten Fahreigenschaften, darunter besserer Geradeauslauf, höhere Steifigkeit von Rahmen und Hinterradschwinge, geringere Anfälligkeit für Pendelbewegungen, sportliche Abstimmung der Federung und die gute Wirkung der Scheibenbremse.
Auch die Motorcharakteristik im oberen Drehzahlbereich sowie die 5-Gang-Schaltung wurden positiv beurteilt.
Sehr positiv wurden die Auswirkungen der elastischen Motoraufhängung beurteilt. Optimierungspotential sah man hinsichtlich Kraftstoffverbrauch und besserem Motorlauf im unteren Drehzahlbereich.
Den Kraftstoffverbrauch des 10,5-kW-Motors sah man anhand der Testergebnisse als deutlich zu hoch an und empfahl den 9-kW-Motor.
Im Langstreckentest wurde die Sitzposition für durchschnittlich große Personen als gut, für groß Gewachsene jedoch als eher ungünstig beurteilt.
Das Fazit am Ende des Langstreckentests lautete, dass es sich bis auf einen bei rund 7000 Kilometern erlittenen Kolbenklemmer (Ursache war ein defektes Schwimmernadelventil im Vergaser) um „Bagatell-Mängel“ handelte, die überwiegend selbst behoben werden konnten. Als in der Qualität verbesserungswürdig galten verchromte Teile, die stark korrosionsanfällig waren.
Ein Test der Zeitschrift MOTORRAD von 1986 hob ebenfalls die positiven Leistungen des Motors und die guten Fahreigenschaften hervor. Es hieß:

„… sie ist ein blitzsauberes Fahrzeug, um damit täglich preisgünstig zur Schule und zur Arbeit zu fahren. […] Über Geschmack läßt sich streiten, nicht aber übers Geld. Die ETZ 150 kostet nur 2580 Mark. Bei 99 Prozent der übrigen Motorradhersteller gibt es dafür noch nicht einmal eine 80er.“

In einem 1992 unter der Rubrik Gebrauchtkauf veröffentlichen Artikel der MOTORRAD wurden Langzeiterfahrungen beschrieben. Das Fazit lautete:

„An der MZ gibt es viel zu basteln, aber zum einen treten die Schäden nie geballt auf, und zum anderen kann jeder auch nur mit minimalem technischen Verständnis versehene Motorradfahrer sämtliche Schäden mit Bordmitteln einfach und meist sehr preiswert beseitigen. Der einfache Aufbau der MZ stellt auch weniger geübte Bastler vor keine Schwierigkeiten. Das Standardwerk ‚Wie helfe ich mir selbst‘ […] erklärt alles, aber auch wirklich alles.“

## Saxon Roadstar/Sportstar 125

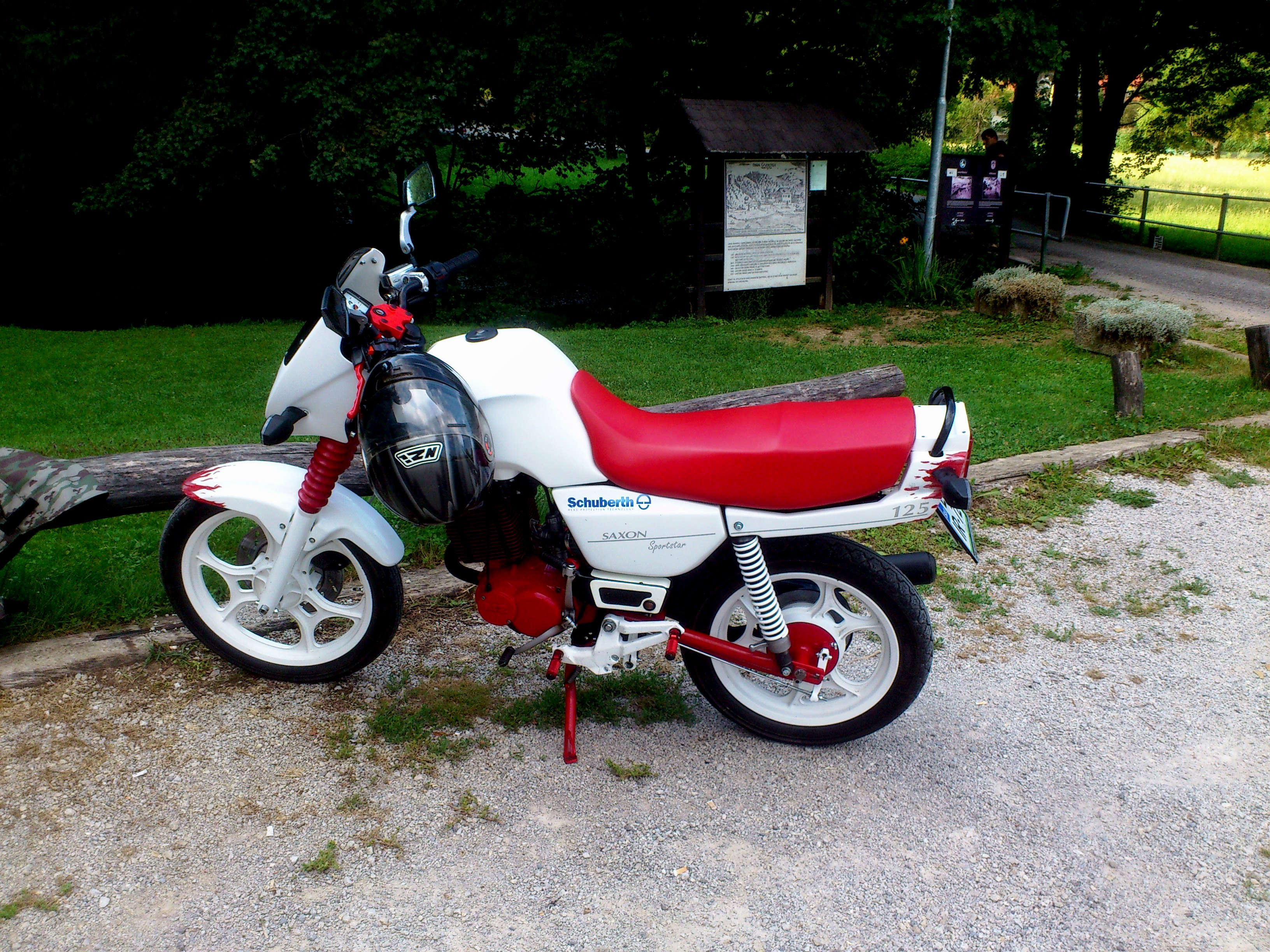
SAXON Sportstar
(Baujahr 1994)

Die MuZ Motorrad- und Zweiradwerk GmbH produzierte das Modell weiter und wertete es lediglich äußerlich zeitgemäß auf, u. a. mit Kunststoffverkleidungsteilen und Kunststofftank sowie wahlweise Leichtmetall-Gussrädern. Zwei Modellvarianten mit dem 123-cm³-Zweitaktmotor wurden vermarktet: Die SAXON Roadstar 125 mit 7,5 kW (10,2 PS) Leistung und die SAXON Sportstar 125 mit 10,5 kW (14,3 PS) (b) Leistung. Die SAXON Roadstar und SAXON Sportstar wurden bis 1994 bzw. 1998 produziert. Eine am 7. Februar 1994 produzierte Saxon Sportstar 125 war das letzte im Stammwerk Zschopau montierte Motorrad. Danach wurde von MuZ ausschließlich am Standort Hohndorf produziert.
Ein Test der SAXON Sportstar 125 durch die Zeitschrift MOTORRAD von 1996 kritisierte u. a.:

„Die Ausstattung der Sportstar zeigt Licht und Schatten. Einerseits ist da eine komplett bestückte und ergonomisch einwandfreie Kommandozentrale, andererseits hat die MuZ weder Elektrostarter noch Seitenstütze. […] Gang und gäbe sind auf der Zweitaktszene mittlerweile auch Flüssigkeitskühlung und Auslaßsteuerungen, doch der MuZ-Single hat weder das eine noch das andere. […] Am wohlsten fühlt sich die Sportstar bei gleichförmigem Tempo. Auf ebener Strecke brummt die MuZ mit 90 Sachen auf dem Tacho unangestrengt und vibrationsarm dahin. Doch sobald sich ein Hauch von Steigung in den Weg stellt, gerät die Maschine aus der Puste. […] Nicht überraschend ist dagegen das ordentliche Komfortangebot an Bord der Sportstar. In MZ-Tradition mit üppigen Federwegen ausgestattet, schluckt die Federung alles, was mitteleuropäische Straßen an Buckeln und Löchern zu bieten haben. […] Trotz ständigen Vollgasbetriebs schluckt der 125er unter fünf Liter auf 100 Kilometer, da lassen sich, wenn`s gewünscht wird, 400 Kilometer am Stück abspulen.“

## Technische Daten im Vergleich
|                       | ETZ 125 | ETZ 150 | Saxon Roadstar 125                                                                                     | Saxon Sportstar 125                                                                                    |
| --------------------- | --- | --- | --- | --- |
| Baujahre              | 1985–1991 | 1985–1991 | 1993–1994                                                                                              | 1993–1998                                                                                              |
| Motor                 | fahrtwindgekühlter Einzylinder-Zweitaktmotor, Kickstarter                                                                                    | fahrtwindgekühlter Einzylinder-Zweitaktmotor, Kickstarter                                                                                    | fahrtwindgekühlter Einzylinder-Zweitaktmotor, Kickstarter                                              | fahrtwindgekühlter Einzylinder-Zweitaktmotor, Kickstarter                                              |
| Steuerung             | Schlitzsteuerung | Schlitzsteuerung | Schlitzsteuerung                                                                                       | Schlitzsteuerung                                                                                       |
| Bohrung × Hub         | 52 × 58 mm | 56 × 58 mm | 52 × 58 mm                                                                                             | 52 × 58 mm                                                                                             |
| Hubraum               | 123 cm³ | 143 cm³ | 123 cm³                                                                                                | 123 cm³                                                                                                |
| Verdichtung           | 10 : 1 | 10 : 1 | 10 : 1                                                                                                 | 10 : 1                                                                                                 |
| Nennleistung          | 7,5 kW (10,2 PS) bei 5800/min | 9 kW (12,2 PS) bei 6000/min bzw. 10,5 kW (14,3 PS) bei 6500/min (a)                                                                          | 7,5 kW (10,2 PS) bei 5800/min                                                                          | 10,5 kW (14,3 PS) bei 6500/min (b)                                                                     |
| max. Drehmoment       | 12,3 Nm bei 5500/min | 15 Nm bei 6400/min bzw. 15,8 Nm bei 6200/min                                                                                                 | 12,3 Nm bei 5500/min                                                                                   | 15,8 Nm bei 6200/min                                                                                   |
| Gemischaufbereitung   | BVF-Rundschiebervergaser, Ansaugdurchmesser 22 mm                                                                                            | BVF-Rundschiebervergaser, Ansaugdurchmesser 24 mm                                                                                            | BING-Rundschiebervergaser, Ansaugdurchmesser 24 mm                                                     | BING-Rundschiebervergaser, Ansaugdurchmesser 26 mm                                                     |
| Schmierung            | Zweitaktgemisch 1 : 50 (bei Spezialölen 1 : 100 (c)); Exportmodelle mit Getrenntschmierung über last- und drehzahlabhängige Ölpumpe (Mikuni) | Zweitaktgemisch 1 : 50 (bei Spezialölen 1 : 100 (c)); Exportmodelle mit Getrenntschmierung über last- und drehzahlabhängige Ölpumpe (Mikuni) | Getrenntschmierung über last- und drehzahlabhängige Ölpumpe (Mikuni)                                   | Getrenntschmierung über last- und drehzahlabhängige Ölpumpe (Mikuni)                                   |
| Zündung               | Batteriezündung, kontaktgesteuert; spätere Modelle: elektronisch gesteuert                                                                   | Batteriezündung, kontaktgesteuert; spätere Modelle: elektronisch gesteuert                                                                   | Batteriezündung, elektronisch gesteuert                                                                | Batteriezündung, elektronisch gesteuert                                                                |
| Lichtmaschine         | Drehstromlichtmaschine 12 V – 180 W | Drehstromlichtmaschine 12 V – 180 W | Drehstromlichtmaschine 12 V – 180 W                                                                    | Drehstromlichtmaschine 12 V – 180 W                                                                    |
| Batterie              | 12 V – 5,5 Ah | 12 V – 5,5 Ah | 12 V – 5,5 Ah                                                                                          | 12 V – 5,5 Ah                                                                                          |
| Bordspannung          | 12 V | 12 V | 12 V                                                                                                   | 12 V                                                                                                   |
| Kupplung              | Mehrscheibenkupplung im Ölbad, mechanisch betätigt                                                                                           | Mehrscheibenkupplung im Ölbad, mechanisch betätigt                                                                                           | Mehrscheibenkupplung im Ölbad, mechanisch betätigt                                                     | Mehrscheibenkupplung im Ölbad, mechanisch betätigt                                                     |
| Getriebe              | 5-Gang-Stirnrad-Wechselgetriebe, klauengeschaltet                                                                                            | 5-Gang-Stirnrad-Wechselgetriebe, klauengeschaltet                                                                                            | 5-Gang-Stirnrad-Wechselgetriebe, klauengeschaltet                                                      | 5-Gang-Stirnrad-Wechselgetriebe, klauengeschaltet                                                      |
| Sekundärübersetzung   | 15/48 | 15/48 bzw. 16/48 | 15/48                                                                                                  | 15/48                                                                                                  |
| Endantrieb            | Rollenkette (vollgekapselt) | Rollenkette (vollgekapselt) | Rollenkette (vollgekapselt)                                                                            | Rollenkette (vollgekapselt)                                                                            |
| Rahmen                | Stahl-Kastenprofil-Brückenrahmen, Heckteil aus Rohren                                                                                        | Stahl-Kastenprofil-Brückenrahmen, Heckteil aus Rohren                                                                                        | Stahl-Kastenprofil-Brückenrahmen, Heckteil aus Rohren                                                  | Stahl-Kastenprofil-Brückenrahmen, Heckteil aus Rohren                                                  |
| Maße (L × B × H)      | 1978 × 710 × 1110 mm | 1978 × 710 × 1110 mm | 2005 × 710 × 1110 mm                                                                                   | 2005 × 710 × 1110 mm                                                                                   |
| Radstand              | 1285 mm | 1285 mm | 1285 mm                                                                                                | 1285 mm                                                                                                |
| Sitzhöhe              | 790 mm | 790 mm | 790 mm                                                                                                 | 790 mm                                                                                                 |
| Radaufhängung vorn    | Teleskopgabel, hydraulisch gedämpft, nicht einstellbar, Federweg 185 mm                                                                      | Teleskopgabel, hydraulisch gedämpft, nicht einstellbar, Federweg 185 mm                                                                      | Teleskopgabel, hydraulisch gedämpft, nicht einstellbar, Federweg 185 mm                                | Teleskopgabel, hydraulisch gedämpft, nicht einstellbar, Federweg 185 mm                                |
| Radaufhängung hinten  | 2-Armschwinge aus Rundstahlrohr, über 2 Federbeine abgestützt, Federweg 105 mm (1991: 135 mm), Federbasis verstellbar                        | 2-Armschwinge aus Rundstahlrohr, über 2 Federbeine abgestützt, Federweg 105 mm (1991: 135 mm), Federbasis verstellbar                        | 2-Armschwinge aus Rundstahlrohr, über 2 Federbeine abgestützt, Federweg 135 mm, Federbasis verstellbar | 2-Armschwinge aus Rundstahlrohr, über 2 Federbeine abgestützt, Federweg 135 mm, Federbasis verstellbar |
| Felgengröße vorn      | Drahtspeichenrad, 1,6 x 18″ | Drahtspeichenrad, 1,6 x 18″ | Drahtspeichenrad, 1,6 x 18″; wahlweise Leichtmetall-Gussrad, 1,85 x 18″                                | Drahtspeichenrad, 1,6 x 18″; wahlweise Leichtmetall-Gussrad, 1,85 x 18″                                |
| Felgengröße hinten    | Drahtspeichenrad, 2,15 x 16″ | Drahtspeichenrad, 2,15 x 16″ | Drahtspeichenrad, 2,15 x 16″; wahlweise Leichtmetall-Gussrad, 2,5 x 16″                                | Drahtspeichenrad, 2,15 x 16″; wahlweise Leichtmetall-Gussrad, 2,5 x 16″                                |
| Bereifung vorn        | 2,75-18 M/C 42P Rf TT | 2,75-18 M/C 42P Rf TT | 90/90-18 M/C 51H TL                                                                                    | 90/90-18 M/C 51H TL                                                                                    |
| Bereifung hinten      | 3,50-16 M/C 55P Rf TT | 3,50-16 M/C 55P Rf TT | 110/80-16 M/C 55S TT                                                                                   | 110/80-16 M/C 55S TT                                                                                   |
| Bremse vorn           | Einscheibenbremse, ø 280 mm mit 2-Kolben-Festsattel; wahlweise: Trommelbremse, ø 160 mm, seilzugbetätigt                                     | Einscheibenbremse, ø 280 mm mit 2-Kolben-Festsattel; wahlweise: Trommelbremse, ø 160 mm, seilzugbetätigt                                     | Einscheibenbremse, ø 280 mm mit 2-Kolben-Festsattel                                                    | Einscheibenbremse, ø 280 mm mit 2-Kolben-Festsattel                                                    |
| Bremse hinten         | Trommelbremse, ø 150 mm, mechanisch über Gestänge betätigt                                                                                   | Trommelbremse, ø 150 mm, mechanisch über Gestänge betätigt                                                                                   | Trommelbremse, ø 150 mm, mechanisch über Gestänge betätigt                                             | Trommelbremse, ø 150 mm, mechanisch über Gestänge betätigt                                             |
| Leergewicht           | 122 kg | 122 kg | 131 kg                                                                                                 | 131 kg                                                                                                 |
| zul. Gesamtgewicht    | 290 kg | 290 kg | 290 kg                                                                                                 | 290 kg                                                                                                 |
| Tankinhalt            | 13 l (Reserve: 1,5 l) | 13 l (Reserve: 1,5 l) | 19 l (Reserve: 1,5 l)                                                                                  | 19 l (Reserve: 1,5 l)                                                                                  |
| Höchstgeschwindigkeit | 100 km/h | 105 km/h bzw. 110 km/h | 100 km/h                                                                                               | 110 km/h                                                                                               |